# Avi del Barça
L'Avi del Barça o l'Avi Barça és un personatge creat pel dibuixant Valentí Castanys que representava de manera personificada el Futbol Club Barcelona. L'Avi del Barça va fer la seva primera aparició el 29 d'octubre de 1924 a la revista Xut!. En homenatge a aquesta figura, se'n col·locà una escultura al recinte de La Masia, al costat del Camp Nou, obra de Josep Viladomat.

## La personificació de l'Avi del Barça
Al trofeu Joan Gamper de l'any 1984, que es va jugar contra el Boca Juniors i el FC Bayern de Múnic al Camp Nou, un seguidor del Barça anomenat Joan Casals va decidir disfressar-se de l'Avi del Barça. La caracterització va agradar tant que va continuar amb aquesta tradició. Joan Casals era soci de la Penya Blaugrana de Guardiola de Berguedà, on vivia i hi tenia un restaurant (El racó de l'avi).
L'any 1992, quan el Barça va aconseguir la seva primera Copa d'Europa a Wembley, Casals va prometre que s'afaitaria la barba en cas que els blau-granes aconseguissin un segon trofeu. El 10 de juny de 2006, tres setmanes després que el Futbol Club Barcelona guanyes la Lliga de Campions a l'Arsenal Football Club a París, Joan Casals va complir la seva promesa.

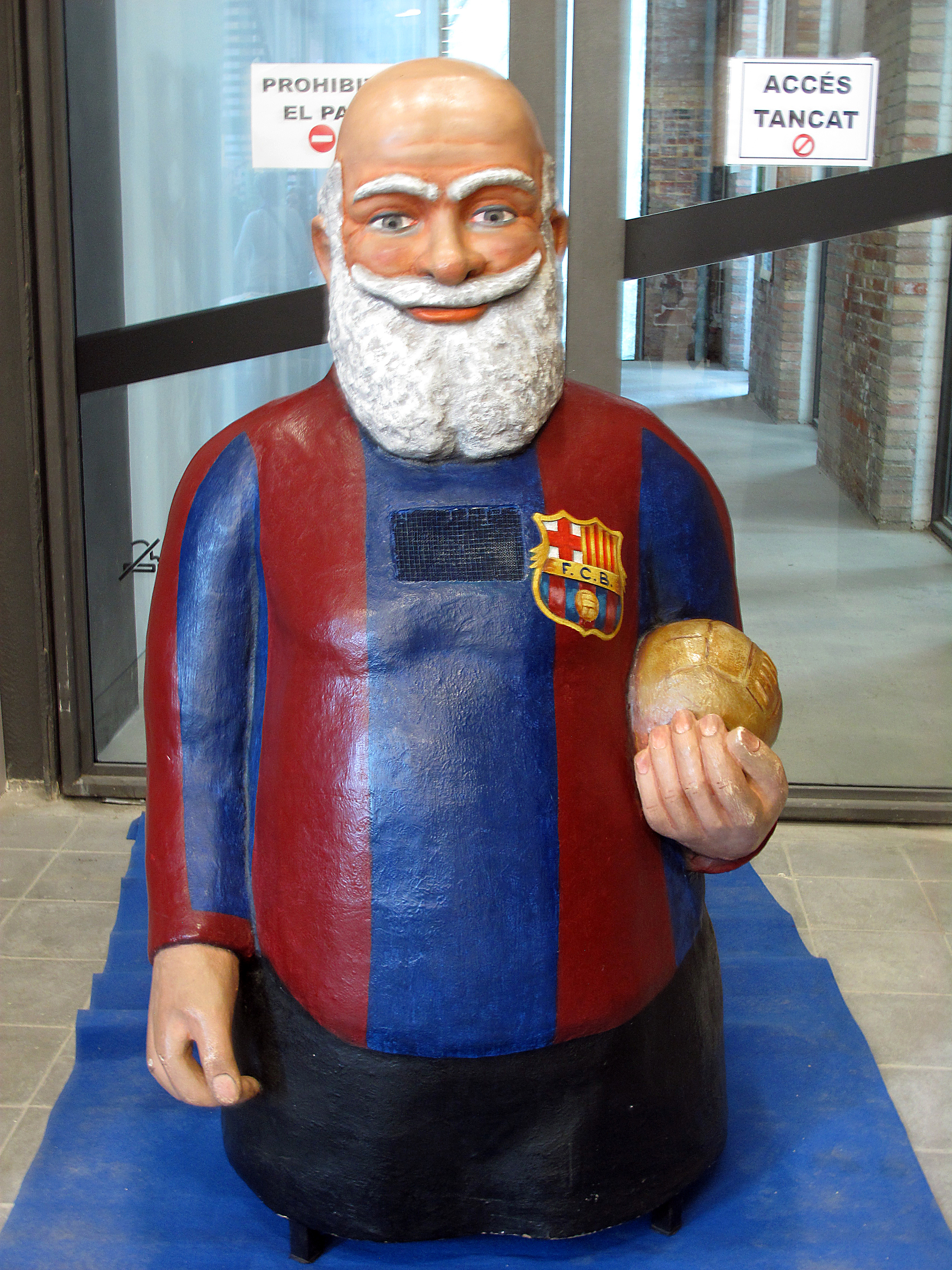
El capgròs Avi del Barça

Joan Casals, tal com tradicionalment s'ha caracteritzat a l'Avi del Barça, vesteix amb samarretes del Barça de la dècada dels anys 60 i 70 i uns pantalons també antics. També porta sempre la tradicional barretina i una bandera del Barça.
Casals va ser criticat pel president del Casal de l'Avi Barça (un local d'esbarjo per a socis jubilats que gestiona el club) al considerar que «usurpava» la figura creada per Valentí Castanys. Casals es defensà argumentant que ell no pretén usurpar res i que personifica l'Avi del Barça sense cap afany de lucre.
Joan Casals va morir el febrer de 2024.